# Mon amour de colo
Mon amour de colo (Kiss at Pine Lake) est un téléfilm canadien réalisé par Michael Scott, diffusé aux États-Unis le 20 mai 2012 sur Hallmark Channel.

## Synopsis
Zoe McDowell, une femme d'affaires travaillant pour un promoteur immobilier se voit confier la construction d'un complexe hôtelier dans l'Oregon. Celle-ci connait déjà le lieu où elle doit se rendre : Pine Lake. En effet, c'est là qu'à 15 ans, elle a passé ses vacances et a rencontré Luke. La vie les a séparé et quinze ans plus tard, elle apprend que Luke a racheté le site. Mais la colo ne sera pas détruite.

## Fiche technique
- Titre original : Kiss at Pine Lake
- Réalisation : Michael Scott
- Scénario : David Golden
- Photographie : Adam Sliwinski
- Musique : Philip Giffin
- Pays : Canada
- Durée : 86 minutes

## Distribution
- Brennan Elliott (VF : Marc Saez) : Pete Sherman
- Mia Kirshner (VF : Barbara Delsol) : Zoe McDowell
- Barry Watson (VF : Mathias Kozlowski) : Luke
- Victoria Bidewell (VF : Marie Nonnenmacher) : Erica Taft
- Matty Finochio (VF : Alexandre Gillet) : Tommy
- Bill Engvall (en) (VF : Jean-Luc Atlan) : Frank, le père de Zoe
- Hrothgar Mathews : George
- Gabrielle Rose (VF : Christine Lemler) : Connie
- Chad Krowchuk (VF : Vincent de Bouard) : Andy
- Diana Bang (en) : Jill, l'assistante de Zoe
- Keenan Tracey (VF : Hervé Grull) : Luke jeune
- Sarah Desjardins : Zoe jeune
- Adam DiMarco (VF : Arthur Pestel) : Tommy jeune
- Amanda Kierszenbalt : Erica jeune
- Evan Bird : Andy jeune
- Jasmine Sarin : Jenny
- Cole Heppell (en) : Wayne

Source et légende :
- Crédits du générique de fin